# Colorado Kid
Colorado Kid (titre original : The Colorado Kid) est un roman court écrit par Stephen King et publié en 2005 dans la collection Hard Case Crime, directement en livre de poche et dans un style graphique évoquant les pulps des années 1930. Le sujet du livre, sous la forme d'une histoire racontée par deux vieux journalistes à leur jeune stagiaire, est le mystère entourant les circonstances de la mort d'un homme à l'identité inconnue sur une petite île au large du Maine. 

## Résumé
Sur la petite île de Moose-Lookit, au large du Maine, Dave Bowie et Vince Teague, les deux vieux briscards du journal local, testent les compétences en matière de déduction de Stephanie McCann, leur jeune stagiaire venue de l'Ohio et dont le stage d'été touche à sa fin. Ils en viennent à lui raconter l'histoire la plus mystérieuse de leur carrière : la découverte, en 1980, sur une plage de l'île, d'un cadavre avec un morceau de steak au fond de la gorge, un paquet de cigarettes, et une pièce russe dans la poche. L'enquête expéditive conclut à une asphyxie par accident mais de nombreuses questions se posent. L'identité du cadavre, un étranger à l'île, reste inconnue pendant près d'un an jusqu'à ce qu'un jeune légiste remarque que le timbre fiscal du paquet de cigarettes provient du Colorado, ce qui permet de finalement découvrir l'identité du corps, Jim Cogan, originaire de Nederland, au Colorado. 
Mais d'autres mystères viennent alors s'ajouter, notamment la question de savoir comment cet homme a pu arriver sur une plage du Maine seulement cinq heures après avoir été vu pour la dernière fois au Colorado. Après avoir relaté à Stephanie toutes les pistes qu'ils ont suivies pendant 25 ans à propos de cette affaire qui les fascine, les deux reporters spéculent sur ce qui a pu arriver et avouent à une Stephanie abasourdie qu'ils n'ont toujours pas résolu le mystère. Stephanie comprend alors que la transmission de leur savoir est une façon pour les deux journalistes de lui donner leur approbation pour son travail et de lui faire comprendre qu'elle a sa place sur l'île.

## Accueil critique
Maxim Jakubowski, du Guardian, délivre une critique positive, évoquant un délicieux hommage et un véritable essai sur l'art du mystère. Jenny Davidson, du Village Voice, partage cet avis, parlant d'une « puissante métafiction » écrite par « un conteur naturel explorant les limites de son art ».
John Koch, du Boston Globe, rédige une critique négative, estimant que l'idée de l'histoire dans l'histoire est ingénieuse même si elle n'est pas originale mais qu'elle a été mal exploitée, King se perdant dans trop de sentimentalisme. Patrick Anderson, du Washington Post, a détesté le livre et pense que beaucoup de lecteurs se sentiront trompés car le but du thriller est de trouver un sens au mystère.
Pour Keith Phipps, du site web A.V. Club, cette contribution de King au roman de mystère va, d'une façon presque perverse, à l'encontre de toutes les conventions du genre avec une fin qui teste la patience des lecteurs mais est appropriée car elle rappelle que le plus important n'est pas l'énigme en elle-même. Carol Memmott, de USA Today, loue la narration et les personnages mais estime que la fin divisera profondément les lecteurs. 

## Adaptation
Les Mystères de Haven, une série télévisée américano-canadienne produite par l'équipe de la série Dead Zone diffusée sur la chaîne Syfy de 2010 à 2015, est basée, bien que de façon assez vague, sur Colorado Kid.